# Gare de l'Est (stanice metra v Paříži)

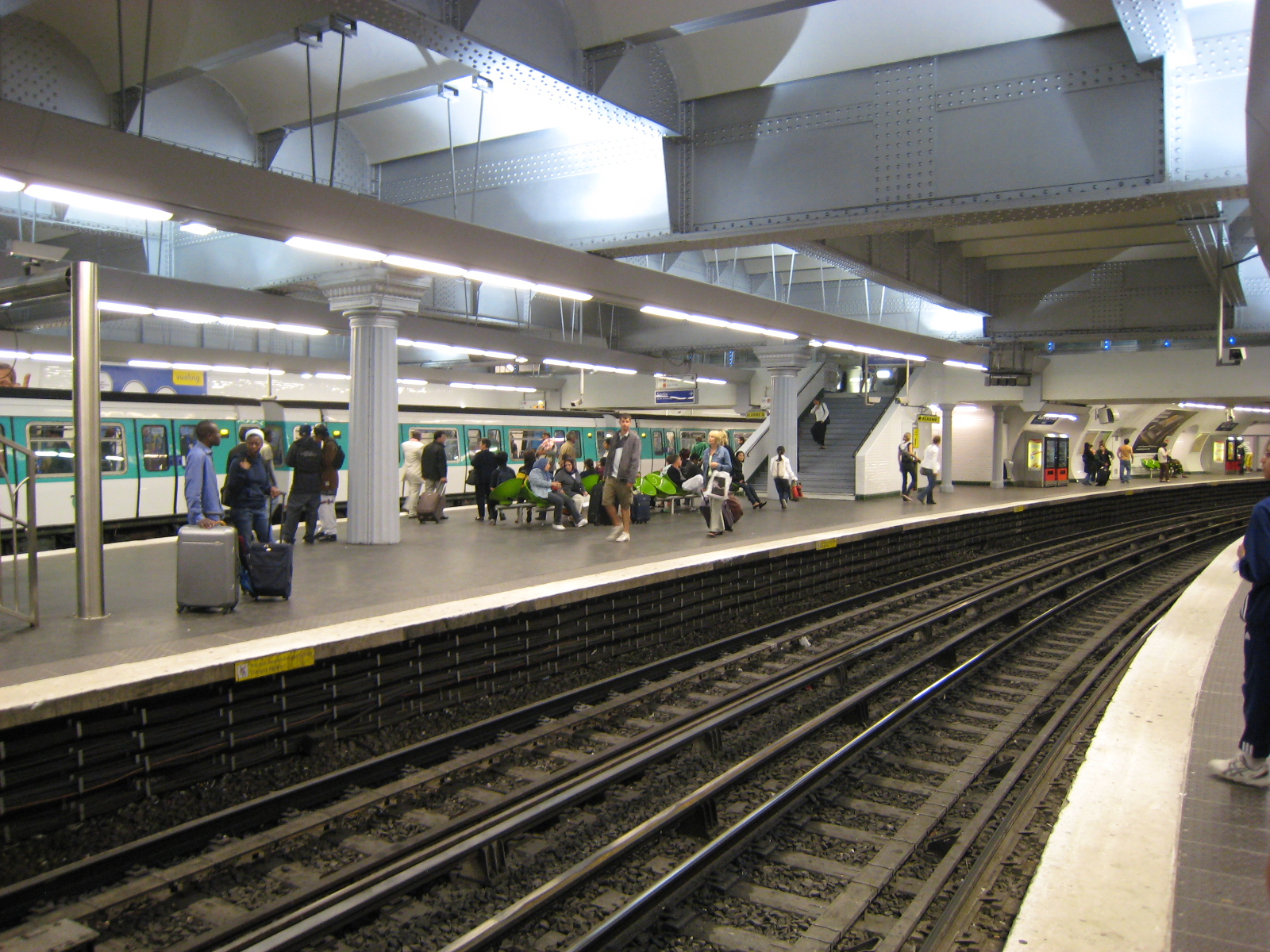
Společné nástupiště linek 5 a 7

Gare de l'Est je přestupní stanice pařížského metra mezi linkami 4, 5 a 7 v 10. obvodu v Paříži. Nachází se pod železničním nádražím Paris-Est (východní nádraží), kde je možné přestoupit na tratě SNCF a linky Transilien. V roce 2004 byla tato stanice s 15,66 milióny cestujících pátou nejrušnější stanicí zdejšího metra.

## Historie
Stanice byla otevřena 15. listopadu 1907 při prodloužení linky 5 ze stanice Lancry (dnes Jacques Bonsergent) do stanice Gare du Nord USFRT (dnes pro veřejnost uzavřená). Nástupiště linky 4 bylo zprovozněno 21. dubna 1908 jako součást prvního úseku linky 4 mezi stanicemi Porte de Clignancourt a Châtelet. Stanice pro linku 7 byla otevřena 5. listopadu 1910 jako součást prvního úseku této linky mezi stanicemi Opéra a Porte de la Villette.
Stanice byla v roce 1977 renovována v tzv. stylu „Motte“, který je charakteristický oranžovým keramickými obklady.
Od září 2006 do června 2007 východní nádraží i stanice metra prošly velkou renovací v rámci akce „Nádraží v pohybu“ a programu obnovy metra. V jeho průběhu byl z nástupišť linek 5 a 7 odstraněn styl „Motte“ a oranžové dlaždice byly nahrazeny tradičními bílými. Stejně tak bylo instalováno nové osvětlení a sedadla. Naopak na lince 4 došlo jen k malým změnám, především byly nahrazeny oranžové dlaždice stylu „Motte“ na konci nástupišť.

## Stavba
Stropní oblouk ve stanici na lince 4 je uprostřed přerušen, neboť nad stanicí se nacházejí zbývající dvě linky. Ty jsou položeny kolmo přes linku 4 a stojí vlastně na mostě, který tvoří strop nástupiště linky 4. Linky 5 a 7 tvoří společnou halu, kde jdou tři nástupiště a čtyři koleje: dvě boční nástupiště a jedno společné ústřední, odkud jezdí vlaky linky 5 ve směru Bobigny – Pablo Picasso a linky 7 ve směru La Courneuve – 8 Mai 1945.

## Název
Stanice byla pojmenována po Gare de l'Est (Východní nádraží), pod kterým je postavena, a odkud odjíždějí vlaky do východní Francie a do Německa.
Na informačních tabulích je oficiální název stanice doplněn ještě podnázvem psaným malým písmem: Verdun podle Avenue de Verdun pojmenované na paměť bitvy u Verdunu.

## Vstupy
Stanice má několik východů:
- Nádražní hala
- Rue d'Alsace
- Place du 11 Novembre 1918
- Rue du Faubourg Saint-Martin
- Rue du 8 Mai 1945
- Boulevard de Strasbourg
- Boulevard de Magenta